# 安哥拉地理
安哥拉位於南部非洲的西部，地處納米比亞和剛果共和國之間的大西洋沿岸，此外在東部還和剛果民主共和國及贊比亞接壤。安哥拉的人口主要集中在沿海地區。而內地則多是高原。安哥拉的國土面積是1246700平方公里，略大於五個英國的大小。首都位於羅安達，也是安哥拉重要的港口。安哥拉大多數地區地處熱帶。安哥拉在地形上可分為四個地理大區，在地質上可分為三個區域。